# Dirk Demol
Dirk Demol, nacido el 4 de noviembre de 1959 en Kuurne, es un ciclista belga. Profesional de 1982 a 1995, ganó la París-Roubaix 1988. Desde 2000, es director deportivo. Ejerce esta función en el equipo RadioShack.

## Palmarés
1987
- Stadsprijs Geraardsbergen

1988
- París-Roubaix

1990
- Circuito de las Ardenas Flamencas– Ichtegem

## Resultados en las grandes vueltas

### Tour de Francia
- 1985: abandono
- 1988: 149.º

### Vuelta a España
- 1986: abandono